# Navisence
Die Navisence (auch Navizence) ist ein Fluss im Kanton Wallis im Bezirk Sierre. Der Fluss entspringt oberhalb von Ayer am Weisshorn. Nach etwa 15 Kilometer fliesst das Flüsschen Gougra, das vom Stausee Lac de Moiry kommt, in den Fluss. Danach fliesst die Navisence durch das Gebiet der ehemaligen Gemeinden Saint-Jean, Vissoie und Chandolin (heute Anniviers), tangiert die politische Gemeinde Chalais VS, bis sie nach rund 28 Kilometer bei Chippis in die Rhone mündet. Die Navisence entwässert ein Gebiet von 255,54 km² und entwässert das Val d’Anniviers.

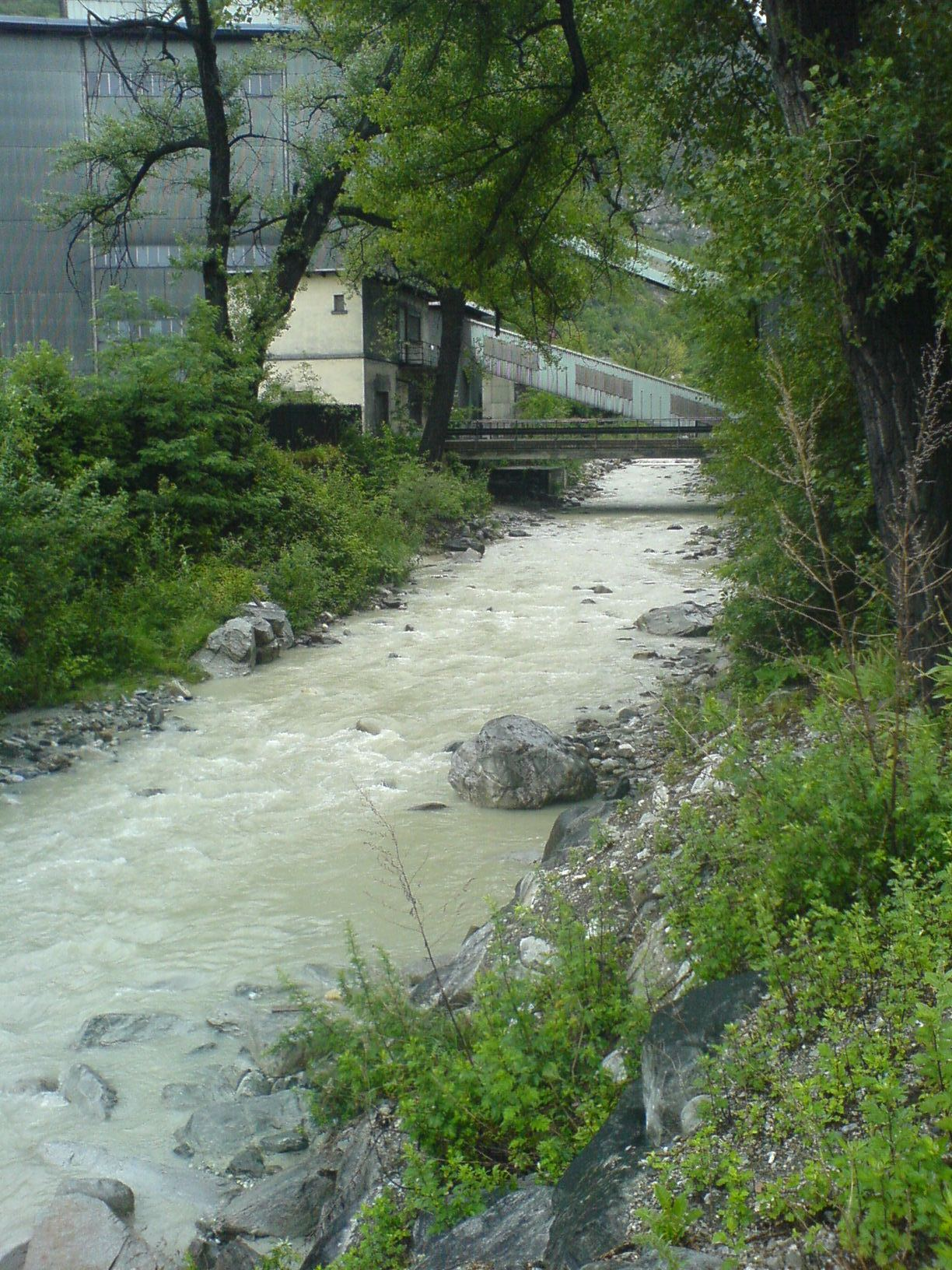
Die Navisence in Chippis kurz vor der Mündung

Das Wasser der Navisence wird durch das Wasserkraftwerk Navizence in Chippis der Firma Alpiq genutzt.
Die Navisence wird in ihrem unteren Teil von der 190 m hohen Niouc-Brücke überquert.